# Ravi Shankar
Ravi Shankar (Varanasi, 7 aprile 1920 – San Diego, 11 dicembre 2012) è stato un compositore indiano.

## Biografia
Virtuoso del sitar, divenne noto al mondo per aver partecipato a molti concerti (tra cui il Festival di Monterey nel 1967 e Woodstock nel 1969), così come al Concerto per il Bangladesh del 1971. Compositore, maestro e scrittore, fu membro onorario dell'American Academy of Arts and Letters ed ottenne due Grammy.
Fu George Harrison, con cui collaborò negli anni settanta, a dargli il nomignolo di Godfather, durante un'intervista ("Ravi Shankar is the Godfather of World Music"). Nel 1961 avvenne la première a Nuova Delhi di Samanya Kshati, balletto di sua composizione e soggetto dello stesso Shankar.

## Vita privata
Shankar ebbe due figlie divenute famose: con la cantante Sue Jones ebbe Norah Jones, nata nel 1979; da un'altra relazione nacque Anoushka Shankar, di due anni più giovane di Norah Jones, anch'essa cantante e musicista, che inoltre si occupa attivamente del Ravi Shankar Centre, in India. Ebbe anche altri figli da precedenti relazioni, nati a partire dal 1942.

## Fondazione
La Ravi Shankar foundation è stata costituita nel 1997 e cura celebrazioni negli anniversari della vita dell'artista, oltre a rendere note alcune delle sue registrazioni inedite conservate nell'archivio della famiglia .

## Premi e riconoscimenti
- Grammy Award come Best Chamber Music Performance 1968 con l'album West Meets East
- Premio Imperiale nel 1997
- Grammy Award per il Miglior Album di World Music 2002 con l'album Full Circle: Carnegie Hall 2000

## Discografia parziale

### Album in studio
- 1956 - Music of India (Three Classical Rãgas)
- 1962 - Improvisations
- 1962 - India's Most Distinguished Musician
- 1963 - India's Master Musician
- 1964 - In London
- 1964 - Ragas & Talas
- 1964 - Portrait of Genius
- 1965 - Sound of the Sitar
- 1967 - Ravi Shankar At The Monterey International Pop Festival (EMI-Columbia, LP)
- 1967 - In San Francisco
- 1967 - West Meets East (World Record Club) con Yehudi Menuhin
- 1967 - The Exotic Sitar and Sarod
- 1968 - A Morning Raga/An Evening Raga
- 1968 - The Sounds of India
- 1968 - In New York
- 1971 - Concerto for Sitar & Orchestra con André Previn
- 1972 - Raga
- 1973 - In Concert 1972
- 1973 - Transmigration Macabre
- 1974 - Shankar Family & Friends
- 1976 - Ravi Shankar's Music Festival
- 1981 - Homage to Mahatma Gandhi
- 1982 - Räga-Mälä (Sitar Concerto No. 2)
- 1986 - Pandit Ravi Shankar
- 1987 - Tana Mana
- 1988 - Inside the Kremlin
- 1990 - Passages con Philip Glass
- 1994 - Ravi Shankar in Venice
- 1995 - Concert for Peace: Royal Albert Hall
- 1997 - Chants of India
- 2001 - Full Circle: Carnegie Hall 2000 (Angel Records)
- 2005 - The Man and His Music
- 2007 - Flowers of India
- 2010 - Shankar, The Master (Deutsche Grammophon)
- 2012 - Symphony con la London Philharmonic Orchestra e David Murphy

### Partecipazioni
- 1971 - The Concert for Bangladesh
- 1969 - At the Woodstock Festival
- 2002 - The Concert for George

## Filmografia
- Between Two Worlds, regia di Mark Kidel (2001), documentario

## Libri
- (EN)  My Life, My Music, Simon & Schuster, 1968.
- (EN)  Learning Indian Music: A Systematic Approach, Onomatopoeia, 1979.
- (EN)  Raga Mala: The Autobiography of Ravi Shankar, Genesis Publications, 1997. ISBN 0-904351-46-7
- Ravi Shankar. Raga Mala. La mia vita, la mia musica, Arcana Edizioni, 2011.